# Ereburger (stand)
Ereburger (Russisch: Почётные граждане, Potsjoednie grazdanje) was een van de standen van het Keizerrijk Rusland. Het instituut heeft tot 1918 bestaan. Het ging om een kleine en bevoorrechte laag van de stedelingen.

## Geschiedenis
Historische voorganger was de "eminente burger", een klasse van vooraanstaande burgers, geselecteerd door Catherina II en in 1785 begiftigd met octrooibrieven. Het ging in alle gevallen om stedelingen. Ze waren vrijgesteld van lijfstraffen en hoofdelijke belastingen, mochten tuinen aanleggen, herbergen bouwen en rijden in een koets met vier paarden. 
Rusland was een rigide standenmaatschappij. Toen het land zich uitbreidde en opgenomen werd in de handelsroutes werd de overzichtelijke maatschappelijke stratificatie van Tsaar-Bojaar-handelaar-lijfeigene bedreigd. De regering wenste bescherming van de Russische adel tegen het binnendringen van vreemde elementen te combineren met een nauwkeurig gedefinieerde plaats voor de rijk geworden kooplieden.
In 1832 werd de titel weer volgens de oude regels hersteld.
Het Russisch ereburgerschap bestond in twee vormen:
- persoonlijk ereburgerschap, dit privilege gold alleen voor de persoon en zijn vrouw,

- erfelijk ereburgerschap, dit privilege gold voor alle leden van de familie, werd verworven:
  - door geboorte of adoptie,
  - op verzoek,
  - door een besluit van de betrokken ministers.

Kinderen van edelen zonder erfelijke adeldom zoals na 1900 de dragers van een Russische ridderorde als de Orde van Sint-Vladimir en de kinderen van de (gehuwde) en academisch geschoolde orthodoxe geestelijkheid, de kinderen van lutherse en gereformeerde predikanten, de kinderen van priesters werden rechtens ereburger.
Ook de in Rusland wettelijk achtergestelde Joden konden het ereburgerschap verwerven. Dat gold na 1850 voor artsen, apothekers, wetenschappers, landbouwkundigen, ingenieurs, technici en dierenartsen.
Bijzondere rechten en privileges van ereburger waren de vrijstelling van de verplichte militaire dienst, het recht om aan de verkiezingen deel te nemen, onroerend goed in de stad te verwerven en gekozen te worden in een openbaar ambt.
Het ereburgerschap werd afgeschaft bij decreet van 11 (24) november 1917 "Op de afschaffing van landgoederen en civiele rangen".

## Aantal
In 1840 waren er 4800 eervole burgers, die slechts 0,1% van de stedelijke bevolking uitmaakten. In 1858 waren er 21.400 ereburgers. In 1897 was hun aantal (inclusief gezinsleden) gestegen tot 342.900 personen (in Rusland, met inbegrip van het Koninkrijk Polen, maar niet in Finland), maar het aandeel van de totale bevolking van het Rijk bleef laag - 0,3%. De statistieken in 1912 noemen 372.400 ereburgers oftewel 0,5% van de bevolking waarvan 197.300 het ereburgerschap erfelijk bezaten. Het ereburgerschap mag niet worden verward met het ereburgerschap van de steden. 
De titel van "ereburger" als een eretitel komt ook voor in de nederzettingen van de Sovjet-Unie en de Russische Federatie.